# Laphystia confusa
Laphystia confusa là một loài ruồi trong họ Asilidae. Laphystia confusa được Curran miêu tả năm 1927. Loài này phân bố ở vùng Tân Bắc giới.